# Elecciones parlamentarias de Chile de 1915
En las elecciones parlamentarias de 1915 se eligieron 118 diputados y 19 de los 32 senadores. En ambas cámaras la Coalición logró imponerse sobre la Alianza Liberal por amplio margen, manteniendo el dominio sobre el ejecutivo, hasta que en 1917 los liberales se cambiaron hacia el aliancismo, por lo cual se inició una nueva rotativa ministerial a raíz de los cambios en las mayorías parlamentarias, como se ha dado la tónica en este período parlamentarista.
El crecimiento poblacional en estos tres años fue mínimo, por lo cual no hubo reparos en la División Electoral de Chile, el país creció casi al 1,3 % anual. Sin embargo si aumentó la cantidad de sufragios ya que muchos decidieron pertenecer al cada vez más amplio espectro social ciudadano y hacer uso de su derecho a voto de acuerdo a las disposiciones legales de la Constitución de 1833.
Los movimientos revolucionarios comenzarán a adquirir mayor fuerza gracias a las organizaciones políticas proletarias fomentadas desde el extranjero, ya que el marxismo (comunismo europeo) comenzaba a penetrar fuertemente en las sociedades latinoamericanas.

## Elección de laCámara de Diputados

### Resultados
| Pacto o partido             | Pacto o partido | Sigla        | Votos        | %? | Dip.?   | %?      |
| --------------------------- | --------------- | ------------ | ------------ | -- | ------- | ------- |
|                             | Coalición       |              |              |    | 65      | 55,08 % |
| Partido Conservador         | PCon            | 33 605       |              | 28 | 23,73 % |         |
| Partido Liberal Democrático | PLD             | léase nota 1 | léase nota 1 | 21 | 17,8 %  |         |
| Partido Nacional            | PN              | 12 214       | 7,64 %       | 16 | 13,56 % |         |
|                             | Alianza Liberal |              |              |    | 53      | 44,92 % |
| Partido Radical             | PR              | 30 054       | 18,80 %      | 27 | 22,88 % |         |
| Partido Liberal             | PL              | 49 577       | 31,18 %      | 20 | 16,95 % |         |
| Partido Demócrata           | PD              | 9347         | 5,85 %       | 5  | 4,24 %  |         |
| Partido Liberal Doctrinario | PLDo            |              |              | 1  | 0,85 %  |         |

### Listado de diputados 1915-1918
| Departamentos                       | N.º | Diputado                            | Partido |
| ----------------------------------- | --- | ----------------------------------- | ------- |
| Tarapacá-Pisagua                    | 1   | Ramón Briones Luco                  | PR      |
| Tarapacá-Pisagua                    | 2   | Luis Malaquías Concha Stuardo       | PD      |
| Tarapacá-Pisagua                    | 3   | Enrique Orozimbo Barbosa Baeza      | PLD     |
| Tarapacá-Pisagua                    | 4   | Arturo Prat Carvajal                | PN      |
| Antofagasta                         | 5   | Alberto Cabero Díaz                 | PR      |
| Antofagasta                         | 6   | Jorge Prieto Echaurren              | PLD     |
| Tocopilla Taltal                    | 7   | Manuel Barrenechea Naranjo          | PR      |
| Tocopilla Taltal                    | 8   | Enrique Villegas Echiburú           | PLD     |
| Chañaral Copiapó Freirina Vallenar  | 9   | Julio Prado Amor                    | PLD     |
| Chañaral Copiapó Freirina Vallenar  | 10  | Eduardo Cortés Cabezas              | PR      |
| Chañaral Copiapó Freirina Vallenar  | 11  | Bruno Sergio Pizarro Espoz          | PCon    |
| La Serena Coquimbo Elqui            | 12  | Ramón Ernesto Videla Cortés         | PR      |
| La Serena Coquimbo Elqui            | 13  | Idelfonso Rivera Alcayaga           | PR      |
| La Serena Coquimbo Elqui            | 14  | Luis Vicuña Cifuentes               | PLD     |
| Ovalle Combarbalá Illapel           | 15  | Ramón Corbalán Melgarejo            | PR      |
| Ovalle Combarbalá Illapel           | 16  | Arturo Yrarrázaval Correa           | PCon    |
| Ovalle Combarbalá Illapel           | 17  | Gonzalo Zepeda Perry                | PL      |
| Ovalle Combarbalá Illapel           | 18  | Enrique Alberto Rodríguez           | PN      |
| Petorca La Ligua                    | 19  | Luis del Porto Seguro Ovalle        | PL      |
| Petorca La Ligua                    | 20  | Manuel Espinosa Jara                | PN      |
| San Felipe Putaendo Los Andes       | 21  | Pedro Aguirre Cerda                 | PR      |
| San Felipe Putaendo Los Andes       | 22  | Fernando Freire García de la Huerta | PLD     |
| San Felipe Putaendo Los Andes       | 23  | José Francisco Urrejola Menchaca    | PCon    |
| Valparaíso Casablanca               | 24  | Rafael Urrejola Mulgrew             | PCon    |
| Valparaíso Casablanca               | 25  | Manuel Palacios Silva               | PCon    |
| Valparaíso Casablanca               | 26  | Enrique Bermúdez de la Paz          | PL      |
| Valparaíso Casablanca               | 27  | Wenceslao del Real                  | PN      |
| Valparaíso Casablanca               | 28  | Rodolfo Guillermo Döll Rojas        | PN      |
| Valparaíso Casablanca               | 29  | Arturo Cubillos Pareja              | PLD     |
| Valparaíso Casablanca               | 30  | Vital Sánchez                       | PR      |
| Quillota Limache                    | 31  | Jorge Guzmán Montt                  | PN      |
| Quillota Limache                    | 32  | José Manuel Larraín Valdés          | PCon    |
| Quillota Limache                    | 33  | Rafael Gumucio Vergara              | PCon    |
| Santiago                            | 34  | Roberto Peragallo Silva             | PCon    |
| Santiago                            | 35  | Francisco Rivas Vicuña              | PCon    |
| Santiago                            | 36  | Ramón Herrera Lira                  | PCon    |
| Santiago                            | 37  | Zenón Torrealba Ilabaca             | PD      |
| Santiago                            | 38  | Guillermo Eyzaguirre Rouse          | PL      |
| Santiago                            | 39  | Augusto Vicuña Subercaseaux         | PLD     |
| Santiago                            | 40  | José Ignacio Escobar Ramírez        | PLD     |
| Santiago                            | 41  | Miguel Luis Yrarrázaval Smith       | PN      |
| Santiago                            | 42  | Agustín Gómez García                | PN      |
| Santiago                            | 43  | Ignacio Marchant Scott              | PN      |
| Santiago                            | 44  | Héctor Arancibia Laso               | PR      |
| Santiago                            | 45  | Viterbo Osorio Delgado              | PR      |
| Santiago                            | 46  | Armando Quezada Acharán             | PR      |
| Melipilla La Victoria               | 47  | Jorge Valdivieso Blanco             | PL      |
| Melipilla La Victoria               | 48  | Alfredo Vial Solar                  | PCon    |
| Melipilla La Victoria               | 49  | Mauricio Mena Larraín               | PCon    |
| Melipilla La Victoria               | 50  | Claudio Vicuña Subercaseaux         | PLD     |
| Rancagua Cachapoal Maipo            | 51  | Miguel Letelier Espínola            | PN      |
| Rancagua Cachapoal Maipo            | 52  | Francisco Yrarrázaval Correa        | PCon    |
| Rancagua Cachapoal Maipo            | 53  | Jorge Matte Gormaz                  | PLDo    |
| Caupolicán                          | 54  | Eleazar Lazaeta Acharán             | PCon    |
| Caupolicán                          | 55  | Pedro Íñiguez Larraín               | PLD     |
| Caupolicán                          | 56  | Jorge Errázuriz Tagle               | PL      |
| San Fernando                        | 57  | Armando Jaramillo Valderrama        | PL      |
| San Fernando                        | 58  | Ismael Vicuña Subercaseaux          | PLD     |
| San Fernando                        | 59  | Ismael Pereira Íñiguez              | PCon    |
| Curicó Santa Cruz Vichuquén         | 60  | Manuel Rivas Vicuña                 | PL      |
| Curicó Santa Cruz Vichuquén         | 61  | Luis Undurraga García-Huidobro      | PCon    |
| Curicó Santa Cruz Vichuquén         | 62  | Ruperto Álamos Blanco               | PN      |
| Curicó Santa Cruz Vichuquén         | 63  | Francisco Vidal Garcés              | PCon    |
| Talca Curepto Lontué                | 64  | Alejo Lira Infante                  | PCon    |
| Talca Curepto Lontué                | 65  | Samuel del Pozo Urzúa               | PN      |
| Talca Curepto Lontué                | 66  | Belfor Fernández Rodríguez          | PLD     |
| Talca Curepto Lontué                | 67  | Alejandro Lira Lira                 | PCon    |
| Talca Curepto Lontué                | 68  | Eduardo Opazo Letelier              | PL      |
| Linares Parral Loncomilla           | 69  | Francisco Solano Concha Cienfuegos  | PL      |
| Linares Parral Loncomilla           | 70  | Luis Pereira Íñiguez                | PCon    |
| Linares Parral Loncomilla           | 71  | Óscar Viel Cavero                   | PLD     |
| Linares Parral Loncomilla           | 72  | José Alejandro Roselott Frías       | PR      |
| Constitución Cauquenes Chanco Itata | 73  | Héctor Zañartu Prieto               | PLD     |
| Constitución Cauquenes Chanco Itata | 74  | Manuel García de la Huerta          | PL      |
| Constitución Cauquenes Chanco Itata | 75  | Tomás Menchaca Lira                 | PCon    |
| Constitución Cauquenes Chanco Itata | 76  | Pablo Ramírez Rodríguez             | PR      |
| Constitución Cauquenes Chanco Itata | 77  | Carlos Balmaceda Saavedra           | PLD     |
| San Carlos                          | 78  | Gustavo Silva Campo                 | PR      |
| San Carlos                          | 79  | Ramón Subercaseaux Pérez            | PCon    |
| Chillán                             | 80  | Julio César Garcés Vera             | PR      |
| Chillán                             | 81  | Fanor Paredes Aqueveque             | PLD     |
| Bulnes Yungay                       | 82  | Zenón Urrutia Manzano               | PR      |
| Bulnes Yungay                       | 83  | Romualdo Silva Cortés               | PCon    |
| Coelemu Talcahuano                  | 84  | Amelio Coveña Donoso                | PR      |
| Coelemu Talcahuano                  | 85  | Ramón León Luco                     | PN      |
| Rere Puchacay                       | 86  | Enrique Oyarzún Mondaca             | PR      |
| Rere Puchacay                       | 87  | Víctor Vicente Robles Valenzuela    | PR      |
| Rere Puchacay                       | 88  | Enrique Zañartu Prieto              | PLD     |
| Concepción Lautaro                  | 89  | Ricardo Salas Edwards               | PCon    |
| Concepción Lautaro                  | 90  | Robinson Paredes Pacheco            | PD      |
| Concepción Lautaro                  | 91  | Aníbal Rodríguez Herrera            | PN      |
| Arauco Lebu Cañete                  | 92  | Samuel Claro Lastarria              | PL      |
| Arauco Lebu Cañete                  | 93  | Remigio Medina Neira                | PR      |
| Arauco Lebu Cañete                  | 94  | Óscar Valenzuela Valdés             | PL      |
| La Laja Nacimiento Mulchén          | 95  | Carlos Ruiz Bahamonde               | PR      |
| La Laja Nacimiento Mulchén          | 96  | Absalón Valencia Zavala             | PLD     |
| La Laja Nacimiento Mulchén          | 97  | Irineo de la Jara Pantoja           | PLD     |
| La Laja Nacimiento Mulchén          | 98  | Víctor Ríos Ruiz                    | PCon    |
| Angol Traiguén                      | 99  | Gerardo Smitmans Rothamel           | PL      |
| Angol Traiguén                      | 100 | Arturo Alemparte Quiroga            | PN      |
| Mariluán Collipulli                 | 101 | Cornelio Saavedra Montt             | PL      |
| Mariluán Collipulli                 | 102 | Exequiel Fernández Íñiguez          | PR      |
| Temuco Llaima Imperial              | 103 | Emilio Claro Cruz                   | PCon    |
| Temuco Llaima Imperial              | 104 | Héctor Anguita Anguita              | PR      |
| Temuco Llaima Imperial              | 105 | Malaquías Concha Ortiz              | PD      |
| Temuco Llaima Imperial              | 106 | Óscar Cerda Becerra                 | PR      |
| Valdivia La Unión                   | 107 | Pedro Cárdenas Avendaño             | PD      |
| Valdivia La Unión                   | 108 | Luis Alberto Urrutia Ibáñez         | PLD     |
| Valdivia La Unión                   | 109 | Domingo Matte Larraín               | PL      |
| Valdivia La Unión                   | 110 | Fidel Muñoz Rodríguez               | PR      |
| Osorno                              | 111 | Alfredo Riesco Riesco               | PL      |
| Osorno                              | 112 | Luis Aníbal Barrios Ugalde          | PR      |
| Carelmapu Llanquihue                | 113 | Carlos de Castro Ortúzar            | PCon    |
| Carelmapu Llanquihue                | 114 | Álvaro Orrego Barros                | PL      |
| Ancud Quinchao                      | 115 | Óscar Urzúa Jaramillo               | PLD     |
| Ancud Quinchao                      | 116 | Guillermo Pereira Íñiguez           | PCon    |
| Castro                              | 117 | Juan Rafael Del Canto Medán         | PLD     |
| Castro                              | 118 | José Ignacio García Sierpe          | PCon    |

#### Presidentes de la Cámara de Diputados
| Inicio                | Término               | Presidente | Presidente                 | Partido |
| --------------------- | --------------------- | ---------- | -------------------------- | ------- |
| 15 de mayo de 1915    | 2 de junio de 1916    |            | Carlos Balmaceda Saavedra  | PLD     |
| 2 de junio de 1916    | 17 de octubre de 1917 |            | Óscar Viel Cavero          | PLD     |
| 17 de octubre de 1917 | 15 de mayo de 1918    |            | Belfor Fernández Rodríguez | PLD     |

## Elección delSenado

### Resultados
| #                           | Pacto o partido     | Sigla | Sen.?   | %?      |
| --------------------------- | ------------------- | ----- | ------- | ------- |
| 1                           | Coalición           |       | 10      | 52,63 % |
|                             | Partido Conservador | PCon  | 4       | 21,05 % |
| Partido Liberal Democrático | PLD                 | 4     | 21,05 % |         |
| Partido Nacional            | PN                  | 2     | 10,53 % |         |
| 2                           | Alianza Liberal     |       | 9       | 47,37 % |
|                             | Partido Liberal     | PL    | 6       | 31,58 % |
| Partido Radical             | PR                  | 2     | 10,53 % |         |
| Partido Demócrata           | PD                  | 1     | 5,26 %  |         |

### Listado de senadores 1915-1918
El Senado de 1915 se compuso de 32 senadores, 19 de los cuales fueron renovados en esta oportunidad. Los otros 13 mantuvieron su escaño desde la elección anterior, realizada en 1912 para el período (1912-1918). Aquellos senadores marcados en celdas más oscuras corresponden a los electos para este período legislativo (1915-1921).
| Provincias  | N.º | Senador                             | Partido |
| ----------- | --- | ----------------------------------- | ------- |
| Tarapacá    | 1   | Arturo Alessandri Palma             | PL      |
| Antofagasta | 2   | Augusto Bruna Valenzuela            | PL      |
| Atacama     | 3   | Enrique MacIver Rodríguez           | PR      |
| Coquimbo    | 4   | Abraham Gacitúa Brieba              | PLD     |
| Coquimbo    | 5   | Daniel Oliva Figueroa               | PLD     |
| Aconcagua   | 6   | Luis Claro Solar                    | PL      |
| Aconcagua   | 7   | Francisco Valdés Vergara            | PL      |
| Valparaíso  | 8   | Miguel Antonio Varas Herrera        | PN      |
| Valparaíso  | 9   | Ángel Guarello Costa                | PD      |
| Santiago    | 10  | Ascanio Bascuñán Santa María        | PR      |
| Santiago    | 11  | Ricardo Matte Pérez                 | PL      |
| Santiago    | 12  | Ismael Valdés Valdés                | PL      |
| Santiago    | 13  | Abraham Ovalle Ovalle               | PCon    |
| Santiago    | 14  | Vicente Reyes Palazuelos            | PL      |
| Cachapoal   | 15  | Joaquín Echenique Gandarillas       | PCon    |
| Cachapoal   | 16  | Carlos Aldunate Solar               | PCon    |
| Colchagua   | 17  | Eduardo Charme Fernández            | PL      |
| Colchagua   | 18  | José María Valderrama Lira          | PL      |
| Curicó      | 19  | Fernando Lazcano Echaurren          | PL      |
| Talca       | 20  | Pedro Letelier Silva                | PLD     |
| Linares     | 21  | Pedro Ovalle Correa                 | PCon    |
| Maule       | 22  | Pedro García de la Huerta Izquierdo | PL      |
| Ñuble       | 23  | José Elías Balmaceda Fernández      | PLD     |
| Concepción  | 24  | Alfredo Escobar Campaña             | PR      |
| Concepción  | 25  | Daniel Feliú Manterola              | PR      |
| Biobío      | 26  | Pedro Montenegro Onel               | PLD     |
| Arauco      | 27  | Manuel Urrutia Barbosa              | PN      |
| Malleco     | 28  | Gonzalo Bulnes Pinto                | PL      |
| Cautín      | 29  | Manuel Salinas González             | PLD     |
| Valdivia    | 30  | Eliodoro Yáñez Ponce de León        | PLD     |
| Llanquihue  | 31  | Alfredo Barros Errázuriz            | PCon    |
| Chiloé      | 32  | Silvestre Ochagavía Echaurren       | PCon    |

#### Presidentes del Senado
| Inicio             | Término            | Presidente | Presidente               | Partido |
| ------------------ | ------------------ | ---------- | ------------------------ | ------- |
| 15 de mayo de 1915 | 10 de mayo de 1918 |            | Eduardo Charme Fernández | PLD     |